# Ivan Caryll
Ivan Caryll, nom de scène de Félix Marie Henri Tilkin, né le 12 mai 1861 à Liège, et mort le 29 novembre 1921 à New York, est un compositeur belge.
Il a composé ou contribué à la composition de plus de quarante opérettes et comédies musicales en anglais.

## Biographie et œuvres
Fils de l'ingénieur Henry Tilkin, il étudie au Conservatoire de Liège, où il était un camarade d'Eugène Ysaÿe. Puis il s'installe en France pour étudier le chant au Conservatoire de Paris, où il est condisciple de la soprano Rose Caron. Il s'installe à Londres en 1882. Il épouse dans les années 1890 l'interprète des opérettes de Gilbert et Sullivan, Geraldine Ulmar. Plus tard, il épouse Maud Hill dont il a une fille, l'actrice Primrose Caryll.
Fringant, moustachu, Caryll est connu comme l'un des hommes les mieux habillés de Londres. C'est un dépensier extravagant et un hôte fort apprécié et généreux, divertissant ses amis de théâtre de manière princière, mais constamment poursuivi par ses créanciers.

### Début de carrière
Dans un premier temps, Caryll mène une vie modeste en donnant des leçons de musique à des femmes de banlieues. Puis il vend quelques chansons au directeur de théâtre George Edwardes qui l'embauche finalement comme directeur musical du Gaiety Theatre et du Lyric theatre de Londres. Il tente de relever le niveau de l'orchestre en interdisant le système de remplacement des musiciens en vertu duquel on pouvait faire appel à un remplaçant en cas d'engagement lucratif.
La première œuvre théâtrale de Caryll est Lily de Léoville, en 1886. Il envoie la partition à Camille Saint-Saëns qui use de son influence pour la mettre en scène aux Bouffes-Parisiens. Violet Melnotte obtient les droits anglais, et la pièce est créée à Londres avec le jeune Hayden Coffin. Suivent la même année Monte Cristo Jr, un burlesque au Gaiety, et un certain nombre de spectacles produits pour le Lyric, culminant avec le très réussi Petit Christophe Colomb (1893).
Caryll, connu comme un chef d'orchestre très expressif, dirige The Mountebanks (Le Bateleur de W,S, Gilbert et Alfred Cellier au Lyric en 1892. Cellier meurt pendant les répétitions et Caryll doit écrire l'ouverture, l'entr'acte, et probablement un certain nombre de morceaux. Aussi en 1892, avec George Dance, Caryll adapte un opéra-comique, Ma Mie Rosette, tiré d'une pièce française de Paul Lacôme, mettant en vedette Jessie Bond et Courtice Pounds au Globe Theatre.
Le premier grand succès de Caryll au Gaiety est The Shop girl (1894), qui est représentée 546 fois et annonce une nouvelle forme de comédie musicale « respectable » à Londres. Le compositeur la dirige lui-même. Pendant ce temps, il obtient ailleurs d'autres succès. The Gay Parisienne (1896), écrit avec George Dance, tient l'affiche 369 représentations au Duke of York's Theatre ; elle est jouée à New York sous le titre The Girl from Paris (281 représentations) et en tournée internationale. Dans le même temps, Caryll continue à composer des spectacles pour d'autres théâtres, y compris l'opéra comique Dandy Dick Whittington (1895), à l'Avenue Theatre, sur un livret de George Robert Sims.
Caryll compose la musique de presque toutes les comédies musicales du Gaiety des deux années suivantes, en collaboration avec Lionel Monckton. Il s'impose comme le plus célèbre chef d'orchestre de musique légère en Angleterre. Edwardes apparemment aime avoir le mot «fille» (girl) dans les titres des spectacles. The Shop girl est suivie par My Girl et The Circus Girl (avec plus de 500 représentations en 1896 et 1897), The Girl from Paris (1897) et A Runaway Girl (1898). The Lucky Star, un opéra-comique en trois actes obtient moins de succès (1899), produit par le D'Oyly Carte Opera Company, et inspiré de L'Étoile, un opéra-bouffe d'Emmanuel Chabrier.
Caryll compose très rapidement. Il effectue souvent des voyages à Paris et ailleurs, à la recherche de nouvelles comédies musicales qu'il pense adapter en anglais. Il écrit aussi des chansons, des danses et des pièces de salon pour son propre orchestre de musique légère pour lequel Edward Elgar compose sa Serenade Lyrique en 1899.

### Les œuvres londoniennes du XXe siècle
Après le tournant du siècle, Caryll a écrit ses partitions les plus réussies : The Messenger Boy (1900), The Toreador (1901) (avec plus de 600 représentations), The Ladies' Paradise (1901) (la première comédie musicale qui sera présentée au : Metropolitan Opera de New York), The Girl From Kays (1902), The Cherry Girl (1902), The Earl and the Girl (1903, un autre succès, mettant en vedette Walter Passmore et Henry Lytton), The Orchid (1903), et The Duchess of Dantzic (1903), un opéra-comique basé sur l'histoire de Napoléon et de madame Sans-Gêne. Au cours de la saison de Noël 1903, cinq de ses comédies musicales tournent en même temps dans le West End.
Malgré ces succès, Caryll commence à envier Lionel Monckton, qui écrit souvent les numéros les plus populaires des spectacles. Pourtant, ils continuent à travailler ensemble en produisant plusieurs succès: The Spring Chicken (1905), The New Aladdin (1906), The Girls of Gottenberg (1907) et Our Miss Gibbs (1909, 636 représentations). Typique de ces spectacles, Our Miss Gibbs concerne une jeune fille de boutique, courtisée par un comte déguisé. Pendant cette période, Caryll écrit également The Little Cherub, qui obtient un succès plus mitigé (1906).
Beaucoup de comédies musicales de Caryll sont données à Paris, Vienne et Budapest à un moment où les comédies musicales en langue anglaise sont largement ignorées sur le continent. Il compose des partitions originales pour Paris (SAR, ou Son Altesse royale, 1908) et Vienne (Die Reise nach Cuba, 1901).

### Les comédies musicales de Broadway
Caryll déménage à New York en 1911 et compose plus d'une douzaine de comédies musicales pour Broadway : The Pink Lady (1911, avec Hugh Morton), Oh! Oh! Delphine! (1912), Chin-Chin (1914), Jack o'Lantern (1917), et  The Girl Behind the Gun (1918, avec un livret de Pelham Grenville Wodehouse et Guy Bolton). L'année suivante, il obtient un succès à Londres avec  Kissing Time. Selon Wodehouse, Caryll est largement connu comme le "Fabulous Felix", et vit en prince ayant appartements à Londres et à Paris ainsi qu'une villa comprenant cinq salles de bains donnant sur l'hippodrome de Deauville. Il termine la musique de Little Miss Raffles un jour avant sa mort.
Ivan Caryll est mort à New York à 60 ans d'une hémorragie cérébrale au cours de la répétition de Little Miss Raffles.

## Source
- (en) Cet article est partiellement ou en totalité issu de l’article de Wikipédia en anglais intitulé « Ivan Caryll » (voir la liste des auteurs).